# Di papá
Di papa es el título de una canción publicada en España en 1962. Se trata de la versión en castellano del tema Dis papa, original en francés, con música de Jo Moutet y letra de Robert Chabrier, interpretado por Georges Guétary y su hija Hélène.

## Descripción
Interpretada en castellano por el cantante José Guardiola y su hija Rosa Mary, que en el momento tenía tan solo 4 años. Ambos entablan un diálogo en torno a cuestiones religiosas.
La canción supuso un enorme éxito en su momento, y llegó a alcanzar el número 6 en las listas musicales de 1962.

## Versiones
En España se han realizado dos versiones, ambas humorísticas. La primera con Lina Morgan y Juanito Navarro, con el sobretítulo de El papá y la niña (1964) y la segunda con los Hermanos Calatrava.